# Trichogypsia villosa
Trichogypsia villosa és una espècie d'esponja calcària, marina i amb espícules formades per carbonat de calci. L'esponja pertany al gènere Trichogypsia i a la família Trichogypsiidae. El nom científic de l'espècie va ser publicat per primera vegada el 1871 per Herbert James Carter.